# Okruhła
Okruhła (ukr. Округла) – wieś na Ukrainie w rejonie tiaczowskim obwodu zakarpackiego.